# اسوتلانا خورکینا
اسوتلانا خورکینا (به انگلیسی: Svetlana Khorkina) ژیمناست زادهٔ ۱۹ ژانویهٔ ۱۹۷۹ میلادی اهل کشور روسیه است.